# Myopa
Myopa är ett släkte av tvåvingar. Myopa ingår i familjen stekelflugor.

## Bildgalleri

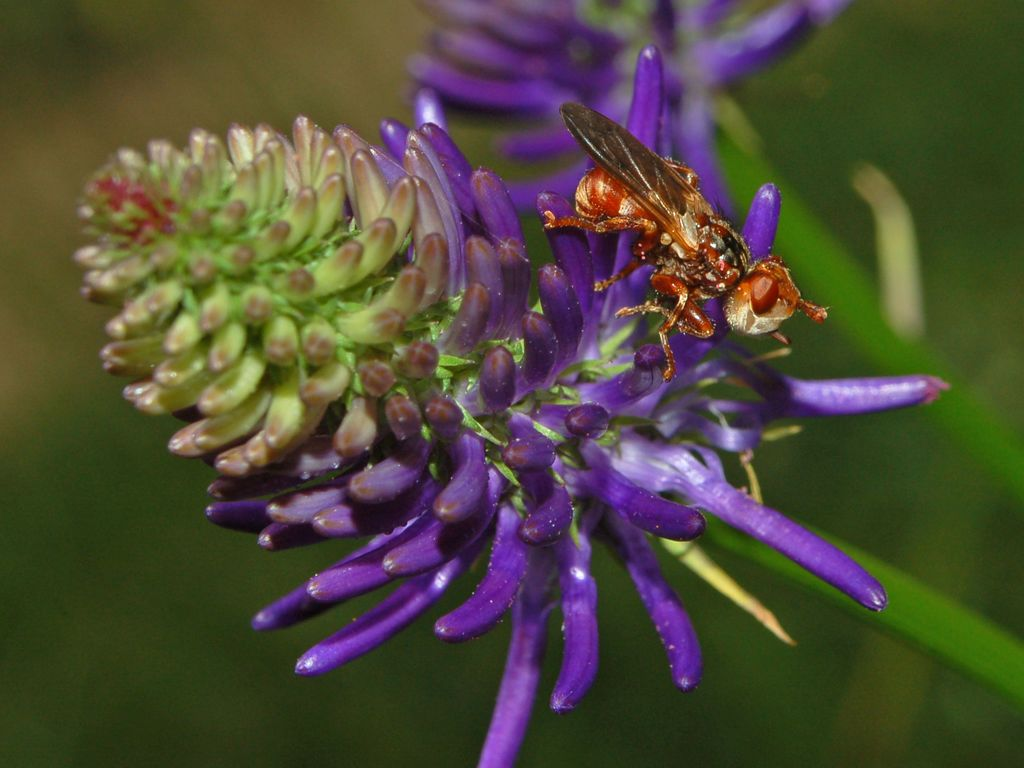
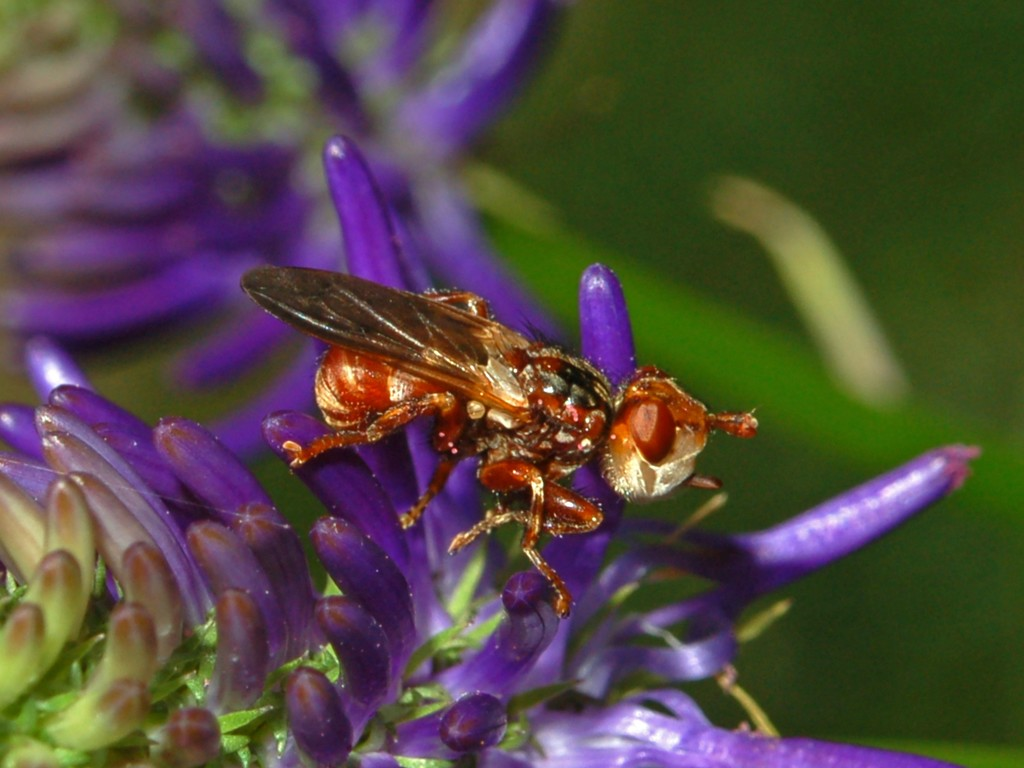

## Dottertaxa tillMyopa, i alfabetisk ordning[1][2]
- Myopa argentata
- Myopa bella
- Myopa bohartorum
- Myopa buccata
- Myopa castanea
- Myopa chuncheonensis
- Myopa chusanensis
- Myopa cincta
- Myopa cingulata
- Myopa clausa
- Myopa clausseni
- Myopa confusa
- Myopa curta
- Myopa curticornis
- Myopa curtirostris
- Myopa dorsalis
- Myopa extricata
- Myopa fasciata
- Myopa fenestrata
- Myopa flavopilosa
- Myopa florea
- Myopa hirsuta
- Myopa longipilis
- Myopa maculata
- Myopa maetai
- Myopa melanderi
- Myopa metallica
- Myopa minor
- Myopa mixta
- Myopa morio
- Myopa nigrita
- Myopa nigriventris
- Myopa occulta
- Myopa ornata
- Myopa palliceps
- Myopa pallida
- Myopa pellucida
- Myopa perplexa
- Myopa picta
- Myopa plebeia
- Myopa polystigma
- Myopa pulchra
- Myopa punctum
- Myopa rubida
- Myopa scutellaris
- Myopa sinensis
- Myopa stigma
- Myopa tessellatipennis
- Myopa testacea
- Myopa varians
- Myopa variegata
- Myopa vaulogeri
- Myopa vesiculosa
- Myopa vicaria
- Myopa willistoni
- Myopa virginica